# Carex kuekenthalii
Carex kuekenthalii là một loài thực vật có hoa trong họ Cói. Loài này được Dörfl. ex Zahn mô tả khoa học đầu tiên năm 1900.